# Logania hampsoni
Logania hampsoni är en fjärilsart som beskrevs av Hans Fruhstorfer 1915. Logania hampsoni ingår i släktet Logania och familjen juvelvingar. Inga underarter finns listade i Catalogue of Life.

## Bildgalleri

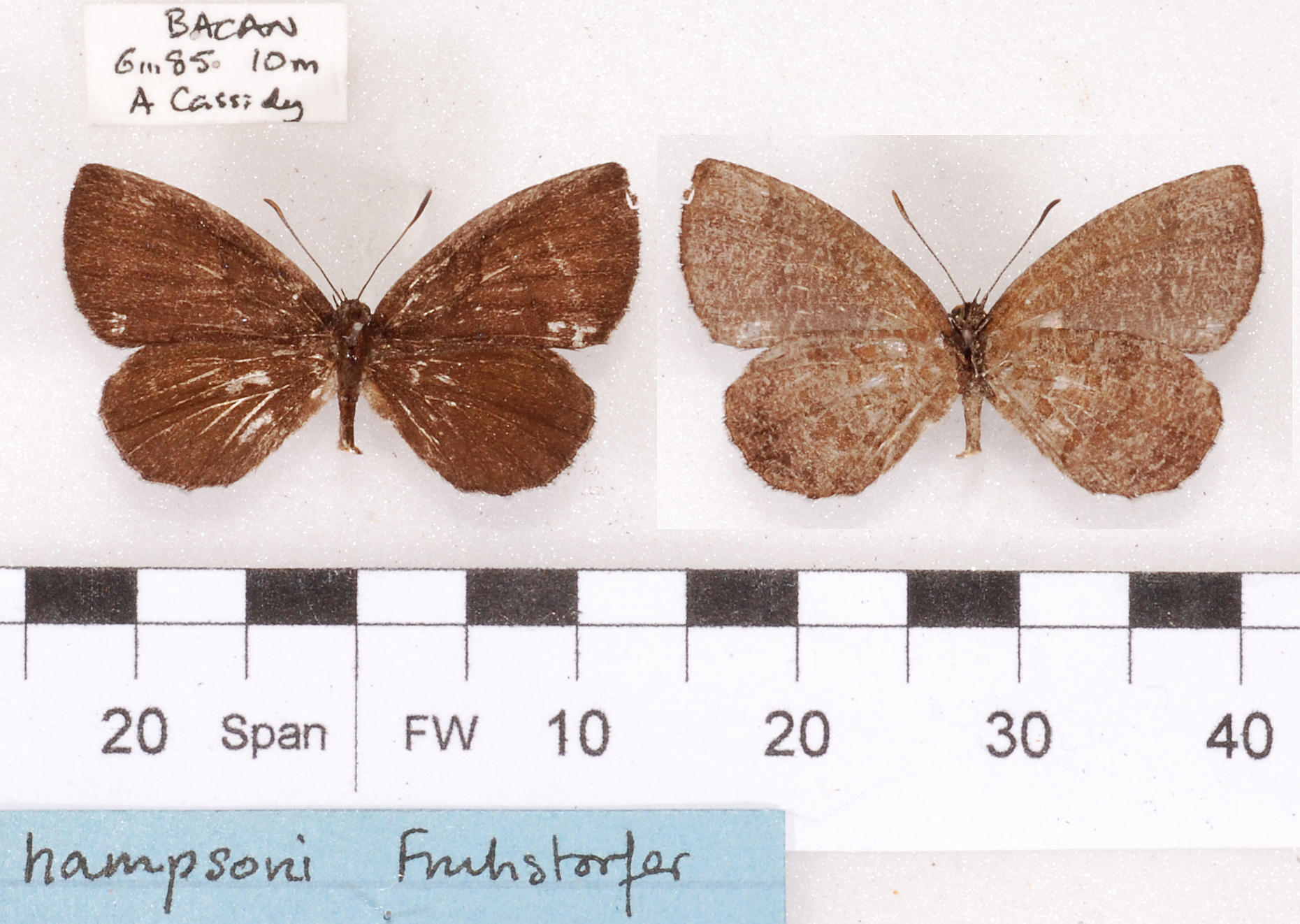